# Temporada 1992-93 de los Boston Celtics
La temporada 1992-93 fue la cuadragésimo séptima de los Boston Celtics en la NBA. La temporada regular acabó con 48 victorias y 34 derrotas, acabando cuartos de la Conferencia Este y clasificándose para los playoffs, donde cayeron en primera ronda ante los Charlotte Hornets. Fue la última temporada de uno de los referentes de los Celtics de los 80, Kevin McHale, que se retiraría al término de la misma.

## Elecciones en el Draft
| Ronda | Puesto | Jugador            | Posición | Nacionalidad   | Universidad/Club |
| ----- | ------ | ------------------ | -------- | -------------- | ---------------- |
| 1     | 21     | Jon Barry          | Escolta  | Estados Unidos | Georgia Tech     |
| 2     | 47     | Darren Morningstar | Pívot    | Estados Unidos | Pittsburgh       |

## Temporada regular
| División Atlántico | División Atlántico | División Atlántico | División Atlántico | División Atlántico | División Atlántico | División Atlántico | División Atlántico | División Atlántico |
| Equipo             | G                  | P                  | %                  | PD                 | Casa               | Fuera              | Div                |                    |
| ------------------ | ------------------ | ------------------ | ------------------ | ------------------ | ------------------ | ------------------ | ------------------ | ------------------ |
| y-New York Knicks  | 60                 | 22                 | .732               | —                  | 37–4               | 23–18              | 23–5               |                    |
| x-Boston Celtics   | 48                 | 34                 | .585               | 12                 | 28–13              | 20–21              | 19–9               |                    |
| x-New Jersey Nets  | 43                 | 39                 | .524               | 17                 | 26–15              | 17–24              | 14–14              |                    |
| Orlando Magic      | 41                 | 41                 | .500               | 19                 | 27–14              | 14–27              | 15–13              |                    |
| Miami Heat         | 36                 | 46                 | .439               | 24                 | 26–15              | 10–31              | 9–19               |                    |
| Philadelphia 76ers | 26                 | 56                 | .317               | 34                 | 15–26              | 11–30              | 11–17              |                    |
| Washington Bullets | 22                 | 60                 | .268               | 38                 | 15–26              | 7–34               | 7–21               |                    |

## Playoffs

### Primera ronda
Boston Celtics  vs. Charlotte Hornets
| Fecha       | Partido                                   | Ciudad    |
| ----------- | ----------------------------------------- | --------- |
| 29 de abril | Boston Celtics 112, Charlotte Hornets 101 | Boston    |
| 1 de mayo   | Boston Celtics 98, Charlotte Hornets 99   | Boston    |
| 3 de mayo   | Charlotte Hornets 119, Boston Celtics 89  | Charlotte |
| 5 de mayo   | Charlotte Hornets 104, Boston Celtics 103 | Charlotte |
|             | Charlotte Hornets gana las series 3-1     |           |

## Estadísticas

### Temporada regular
| Rk | Jugador          | Edad | P  | PT | MP   | TC  | TCI  | %TC  | T3  | T3I | %T3  | TL  | TLI | %TL   | RO  | RD  | RT  | AS  | RB  | TAP | BP  | FP  | PTS  |
| -- | ---------------- | ---- | -- | -- | ---- | --- | ---- | ---- | --- | --- | ---- | --- | --- | ----- | --- | --- | --- | --- | --- | --- | --- | --- | ---- |
| 1  | Reggie Lewis     | 27   | 80 | 80 | 39.3 | 8.3 | 17.6 | .470 | 0.2 | 0.8 | .233 | 4.1 | 4.7 | .867  | 1.1 | 3.2 | 4.3 | 3.7 | 1.5 | 1.0 | 1.7 | 3.1 | 20.8 |
| 2  | Kevin Gamble     | 27   | 82 | 58 | 31.0 | 5.6 | 11.0 | .507 | 0.6 | 1.7 | .374 | 1.5 | 1.8 | .826  | 0.6 | 2.4 | 3.0 | 2.8 | 1.0 | 0.5 | 1.0 | 2.3 | 13.3 |
| 3  | Dee Brown        | 24   | 80 | 48 | 28.2 | 4.1 | 8.8  | .468 | 0.3 | 1.0 | .317 | 2.4 | 3.0 | .793  | 0.6 | 2.5 | 3.1 | 5.8 | 1.7 | 0.4 | 1.7 | 2.5 | 10.9 |
| 4  | Robert Parish    | 39   | 79 | 79 | 27.2 | 5.3 | 9.8  | .535 | 0.0 | 0.0 |      | 2.1 | 3.0 | .689  | 3.1 | 6.3 | 9.4 | 0.8 | 0.7 | 1.4 | 1.5 | 2.5 | 12.6 |
| 5  | Xavier McDaniel  | 29   | 82 | 27 | 27.0 | 5.6 | 11.3 | .495 | 0.1 | 0.3 | .273 | 2.3 | 2.9 | .793  | 2.0 | 3.9 | 6.0 | 2.0 | 0.9 | 0.6 | 2.1 | 3.0 | 13.5 |
| 6  | Sherman Douglas  | 26   | 79 | 36 | 24.5 | 3.3 | 6.7  | .498 | 0.1 | 0.4 | .207 | 1.1 | 1.9 | .560  | 0.8 | 1.2 | 2.1 | 6.4 | 0.6 | 0.1 | 2.0 | 2.1 | 7.8  |
| 7  | Kevin McHale     | 35   | 71 | 0  | 23.3 | 4.2 | 9.1  | .459 | 0.0 | 0.3 | .111 | 2.3 | 2.7 | .841  | 1.3 | 3.7 | 5.0 | 1.0 | 0.2 | 0.8 | 1.3 | 1.8 | 10.7 |
| 8  | Ed Pinckney      | 29   | 7  | 5  | 21.6 | 1.4 | 3.4  | .417 | 0.0 | 0.0 |      | 1.7 | 1.9 | .923  | 2.0 | 4.1 | 6.1 | 0.1 | 0.6 | 1.0 | 1.1 | 1.9 | 4.6  |
| 9  | Alaa Abdelnaby   | 24   | 63 | 52 | 18.3 | 3.5 | 6.6  | .525 | 0.0 | 0.0 |      | 1.2 | 1.6 | .760  | 1.8 | 3.0 | 4.8 | 0.3 | 0.3 | 0.3 | 1.3 | 2.6 | 8.2  |
| 10 | Rick Fox         | 23   | 71 | 14 | 15.2 | 2.6 | 5.4  | .484 | 0.1 | 0.3 | .174 | 1.1 | 1.4 | .802  | 0.8 | 1.5 | 2.2 | 1.6 | 0.9 | 0.3 | 1.1 | 1.9 | 6.4  |
| 11 | Joe Kleine       | 31   | 78 | 3  | 14.5 | 1.4 | 3.4  | .404 | 0.0 | 0.1 | .000 | 0.5 | 0.7 | .707  | 1.4 | 3.0 | 4.4 | 0.5 | 0.2 | 0.2 | 0.5 | 1.6 | 3.3  |
| 12 | John Bagley      | 32   | 10 | 0  | 9.7  | 0.9 | 2.5  | .360 | 0.0 | 0.1 | .000 | 0.5 | 0.6 | .833  | 0.1 | 0.6 | 0.7 | 2.0 | 0.2 | 0.0 | 1.7 | 1.1 | 2.3  |
| 13 | Kenny Battle     | 28   | 3  | 1  | 9.7  | 2.0 | 4.3  | .462 | 0.0 | 0.3 | .000 | 0.7 | 0.7 | 1.000 | 2.3 | 1.3 | 3.7 | 0.7 | 0.3 | 0.0 | 0.7 | 0.7 | 4.7  |
| 14 | Lorenzo Williams | 23   | 22 | 7  | 6.9  | 0.7 | 1.4  | .516 | 0.0 | 0.0 |      | 0.1 | 0.3 | .286  | 0.6 | 1.4 | 2.0 | 0.2 | 0.2 | 0.6 | 0.3 | 1.0 | 1.5  |
| 15 | Bart Kofoed      | 28   | 7  | 0  | 5.9  | 0.4 | 1.9  | .231 | 0.0 | 0.1 | .000 | 1.6 | 2.0 | .786  | 0.0 | 0.1 | 0.1 | 1.4 | 0.3 | 0.1 | 0.4 | 0.1 | 2.4  |
| 16 | Marcus Webb      | 22   | 9  | 0  | 5.7  | 1.4 | 2.8  | .520 | 0.0 | 0.1 | .000 | 1.4 | 2.3 | .619  | 0.6 | 0.6 | 1.1 | 0.2 | 0.1 | 0.2 | 0.6 | 1.2 | 4.3  |
| 17 | Joe Wolf         | 28   | 2  | 0  | 4.5  | 0.0 | 0.5  | .000 | 0.0 | 0.0 |      | 0.5 | 1.0 | .500  | 0.5 | 1.0 | 1.5 | 0.0 | 0.0 | 0.5 | 1.0 | 1.0 | 0.5  |

### Playoffs
| Rk | Jugador          | Edad | P | PT | MP   | TC  | TCI  | %TC   | T3  | T3I | %T3  | TL  | TLI | %TL   | RO  | RD  | RT  | AS  | RB  | TAP | BP  | FP  | PTS  |
| -- | ---------------- | ---- | - | -- | ---- | --- | ---- | ----- | --- | --- | ---- | --- | --- | ----- | --- | --- | --- | --- | --- | --- | --- | --- | ---- |
| 1  | Sherman Douglas  | 26   | 4 | 4  | 41.5 | 4.3 | 11.3 | .378  | 0.0 | 0.8 | .000 | 2.5 | 3.8 | .667  | 3.0 | 3.5 | 6.5 | 9.5 | 1.0 | 0.0 | 3.0 | 2.5 | 11.0 |
| 2  | Robert Parish    | 39   | 4 | 4  | 36.5 | 7.8 | 14.3 | .544  | 0.0 | 0.0 |      | 1.5 | 1.8 | .857  | 3.3 | 6.3 | 9.5 | 1.3 | 0.3 | 1.5 | 1.5 | 3.5 | 17.0 |
| 3  | Kevin Gamble     | 27   | 4 | 4  | 35.5 | 5.8 | 10.5 | .548  | 1.3 | 3.0 | .417 | 1.0 | 1.0 | 1.000 | 0.8 | 1.5 | 2.3 | 2.5 | 1.5 | 0.3 | 1.3 | 2.8 | 13.8 |
| 4  | Dee Brown        | 24   | 4 | 3  | 33.3 | 3.8 | 10.3 | .366  | 0.3 | 1.8 | .143 | 3.5 | 3.5 | 1.000 | 0.5 | 1.0 | 1.5 | 3.8 | 0.5 | 1.0 | 1.5 | 2.8 | 11.3 |
| 5  | Xavier McDaniel  | 29   | 4 | 0  | 31.5 | 5.5 | 13.3 | .415  | 0.0 | 0.5 | .000 | 1.5 | 2.3 | .667  | 1.5 | 3.0 | 4.5 | 2.3 | 0.3 | 0.8 | 1.8 | 4.0 | 12.5 |
| 6  | Kevin McHale     | 35   | 4 | 0  | 28.3 | 8.0 | 13.8 | .582  | 0.0 | 0.0 |      | 3.0 | 3.5 | .857  | 2.3 | 5.0 | 7.3 | 0.8 | 0.5 | 1.8 | 1.3 | 1.5 | 19.0 |
| 7  | Rick Fox         | 23   | 4 | 0  | 17.8 | 1.8 | 6.3  | .280  | 0.3 | 0.8 | .333 | 0.5 | 0.5 | 1.000 | 2.0 | 2.8 | 4.8 | 1.3 | 0.5 | 0.3 | 1.0 | 1.8 | 4.3  |
| 8  | Alaa Abdelnaby   | 24   | 4 | 4  | 17.0 | 2.8 | 6.0  | .458  | 0.0 | 0.0 |      | 0.0 | 0.0 |       | 0.5 | 2.8 | 3.3 | 0.3 | 0.0 | 0.3 | 2.3 | 1.8 | 5.5  |
| 9  | Reggie Lewis     | 27   | 1 | 1  | 13.0 | 7.0 | 11.0 | .636  | 0.0 | 1.0 | .000 | 3.0 | 4.0 | .750  | 2.0 | 0.0 | 2.0 | 1.0 | 0.0 | 1.0 | 1.0 | 1.0 | 17.0 |
| 10 | Joe Kleine       | 31   | 4 | 0  | 7.3  | 0.8 | 1.3  | .600  | 0.0 | 0.0 |      | 0.0 | 0.0 |       | 0.0 | 1.3 | 1.3 | 0.0 | 0.0 | 0.3 | 0.0 | 1.0 | 1.5  |
| 11 | Lorenzo Williams | 23   | 1 | 0  | 3.0  | 1.0 | 1.0  | 1.000 | 0.0 | 0.0 |      | 0.0 | 0.0 |       | 1.0 | 0.0 | 1.0 | 0.0 | 0.0 | 0.0 | 0.0 | 0.0 | 2.0  |